# Вірмени в Бережанах

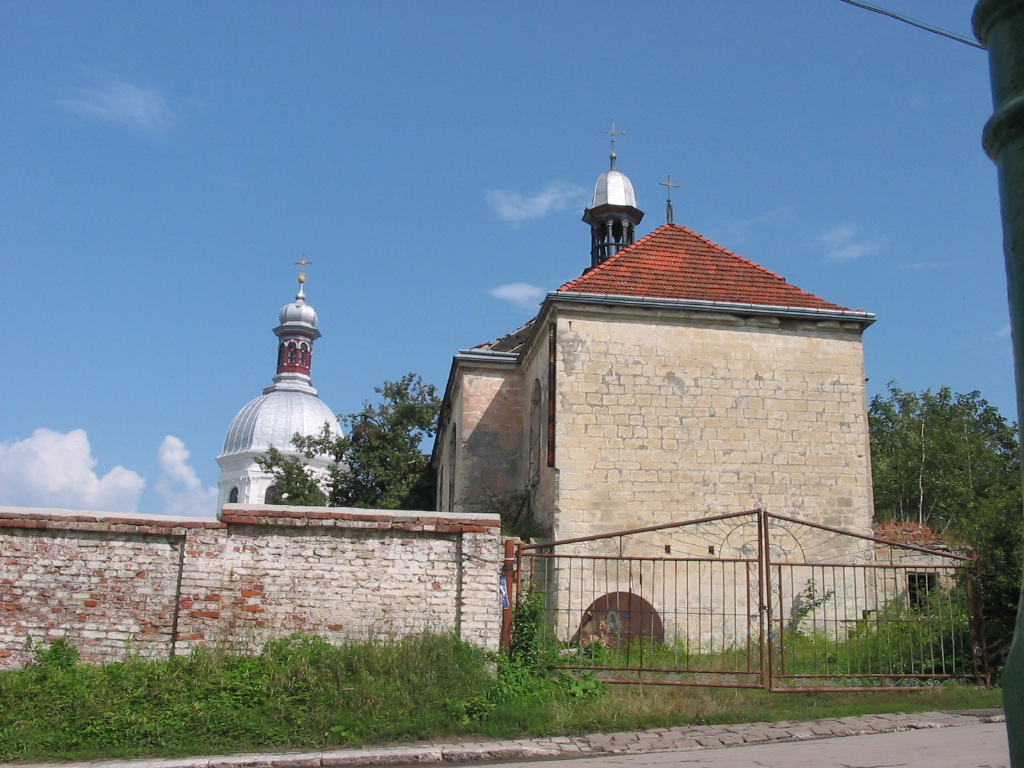

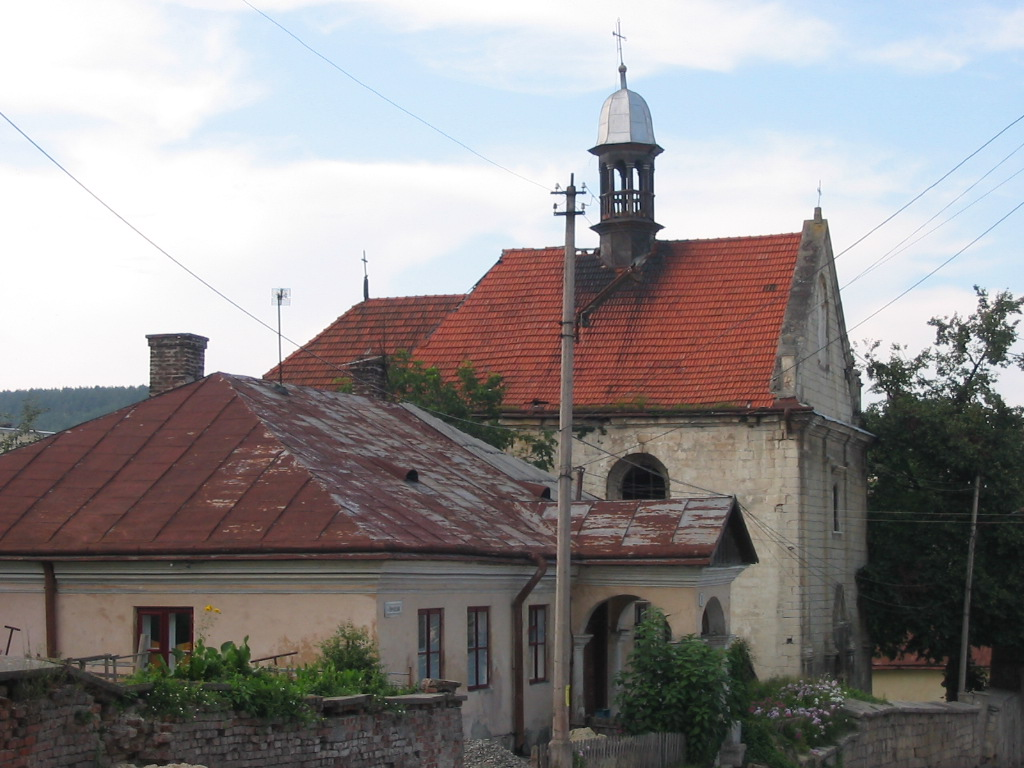

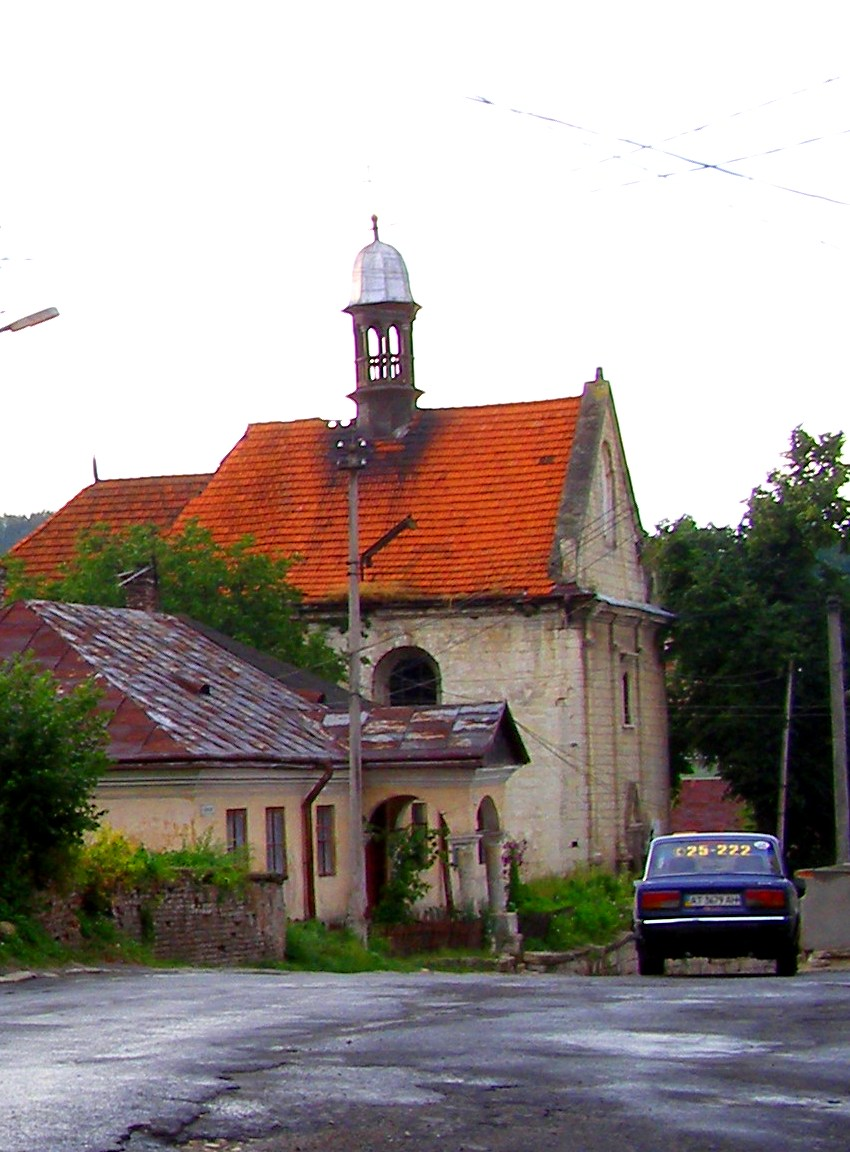

 Вірменська, зокрема вірмено-католицька громади в Бережанах існували з кінця XVII століття до середини XX століття і були важливим етнічним, релігійним та економічним компонентом цього старовинного галицького міста.

## Поява і розквіт громади
Перша письмова згадка про  вірменських купців у Бережанах припадає на 1686 рік. Поселення вірмен у Бережанах було безпосередньо пов'язано з турецькою окупацією Поділля в 1672-1699 роках, переслідуванням вірмен турками, які через це масово втікали на територію Руського воєводства Речі Посполитої. Місцеві магнати цінували професійні якості вірмен-ремісників і купців, охоче брали вірмен у своїх володіннях та дарували їм численні привілеї.
У Бережанах вірмен прийняв власник міста — великий гетьман коронний Адам Миколай Сенявський (1666-1726 рр.). Наприкінці XVII століття у бережанських вірмен було вже близько 200 будинків, свій староста, судочинство за вірменським правом і дерев'яна церква. Вірменські купці з Бережан йшли в далекі поїздки за східними товарами та працювали з купцями-вірменами з інших міст у тому числі зі Львова.
У 1710 році Адам-Миколай Сенявський призначив 300 золотих на утримання вірменської церкви й священника. При церкві існували також вірменська школа і братства, які займалися як релігійними справами, так і даванням грошей у борг.
У 1746 році новий власник міста Август Олександр Чорторийський (1697-1782 рр.) на прохання вірмен дозволив їм збудувати нову цегляну церкву, а цеглу наказав видавати зі свого цегельного заводу. У 1764 будівництво церкви було завершене. Згідно зі збереженими свідченнями , в 1710 р. в Бережанах існувала Вірменська дерев'яна церква, на місці якої в 1764 був споруджений новий храм. У церкві існувало три вівтарі: Св. Григорія — на честь старого храму, св. Анни й головний — Непорочного Зачаття Пресвятої Діви Марії, яке і закріпилося за церквою. Сьогодні в офіційних документах храм значиться як Св. Григорія.

## Асиміляція і початок занепаду
Після зайняття Бережан австро-угорськими військами у 1772 році нова влада припинила виплату утримання вірменської церкви й священника. У 1792 році був ліквідований місцевий вірменський банк, а його капітал був переданий львівському вірменському ломбарду «Mons Pius».
11 вересня 1791 церкву урочисто освятив Яків Валеріан Туманович — львівський вірмено-католицький архієпископ (1783-1798 рр). Він застав у Бережанах тільки 177 парафіян вірменського обряду, бо до кінця XVIII століття кількість вірмен у місті значно скоротилося і посилилася їх асиміляція. Із записів вірменського банку та львівського вірменського ломбарду можна дізнатися прізвища вірменських родів: Богосевичі, Горбази, Гункевичі, Каменчаники, Кшиштафовичі, Стефановичі, Хайвашевичі. У 1800 році у Бережанах налічувалося тільки 15 вірменських родин, так що після смерті в цьому році священника Яна Гарберта Нікізаряна новий священник не був призначений. У 1806 році бережанський староста розпорядився закрити вірменську церкву і використовувати її під склад. У 1807 австрійська влада насильно реквізувала церковні цінності. Архів і метричні книги забрав римо-католицький священник.

## Відродження громади
Тим часом багаті вірмени зі Львова та інших міст, отримавши шляхетські титули, купували значні маєтки й утворили впливовий прошарок землевласників. Завдяки їхній допомозі вірмено-католицький священник Григорій Давидович у 1828 почав новий ремонт вірменської церкви. У тому ж році генеральний візитатор вірменської архиєпархії Самуель Цирил Стефанович освятив церкву. Завдяки матеріальній підтримці вірменських землевласників, а також патронів приходу графів Потоцьких було призначено утримання священнику, органісту, сторожам, пралі. У XIX столітті вірменським приходом у Бережанах відали такі священники: Григорій Давидович (1828-1842 рр.), Григорій Бірар (1842-1846 рр.), Ігнатій Стефанович (1846-1847 рр.), Каєтан Бжезінський (1847-1876 рр.), Альфонс Янкевич (1876-1878 рр.), Антоній Косинський (1879-1890 рр.), Йосиф Теофіл Теодорович (1890-1897 рр.; пізніше довго служив львівським архієпископом, 1902-1938 рр.), Валеріан Бонковський (1897-1905 рр.). У другій половині XIX століття бережанський прихід був розширений коштом інших місцевостей. У 1887 році в ньому було 236 вірян, у 1898 — 240 парафіян. У 1908-1917 роках священником був Ігнатій Следзевскій. У 1910 році він розпочав ремонт і реставрацію храму, в якій брав участь уродженець Бережан, студент краківської академії мистецтв Едвард Ридз-Сміглий — майбутній маршал і головнокомандувач польської армії, який воював проти УГА з армією Галлера та разом з Армією УНР — проти більшовиків.
Після  Першої світової війни прихід знову прийняв Валеріан Бонковський (1819-1922 рр.), а після нього Віктор Квапінскій (1922-1933 рр.). У цей період нараховував близько 200 вірян і охоплював повіти Бережанський,  Збразький, Зборівський, Підгаєцький, Скалатський, Теребовлянський, Тернопільський (Тернопільське воєводство) і Рогатинський (Станіславське воєводство). Приходу також належала каплиця у Більшівцях в маєтку вірменської родини Кшечуновичів.
У 1933 році архієпископ Ю. Теодорович призначив бережанського священника греміальним каноніком і директором банку «Mons Pius». У Бережанах вірменською парафією завідували Францішек Токаж (1933-1938 рр.), Сергій Егулян (1938-1945 рр.), який загинув при нез'ясованих обставинах.

## Кінець громади
Останнім вірмено-католицьким священником в Бережанах був Казимир Ромашкан. Він був призначений 26 липня 1945 року, але вже 21 серпня 1945 року був заарештований співробітниками  НКВС і переведений до в'язниці у Львові. 9 березня 1946 він був засуджений на 15 років позбавлення волі за «антирадянську діяльність, підтримку контактів з Ватиканом і шпигунську діяльність на користь німців». Разом з ним були засуджені генеральний адміністратор львівської архиєпархії Діонізій Каетанович і греміальний канонік Віктор Квапінский. Львівська архиєпархія вірмено-католицького була ліквідована. Вірменський храм у Бережанах був залишений, як і інші церкви архиєпархії. Церкву перетворили на склад, значну частину інтер'єру і вітражі були знищені, вівтар частково зруйнований, ікони зникли. У Бережанах практично не залишилося вірмен чи вірян вірмено-католицького обряду.